# Dragan Nikolić
Dragan Nikolić (serb. Драган Николић; ur. 20 lutego 1972 w Belgradzie) – serbski trener koszykówki.
28 listopada 2017 został trenerem AZS-u Koszalin. 14 listopada 2018 opuścił kub.

## Osiągnięcia
- Wicemistrzostwo Macedonii (2017)
- Puchar Macedonii (2017)
- Superpuchar Macedonii (2016)